# Energie-efficiëntie

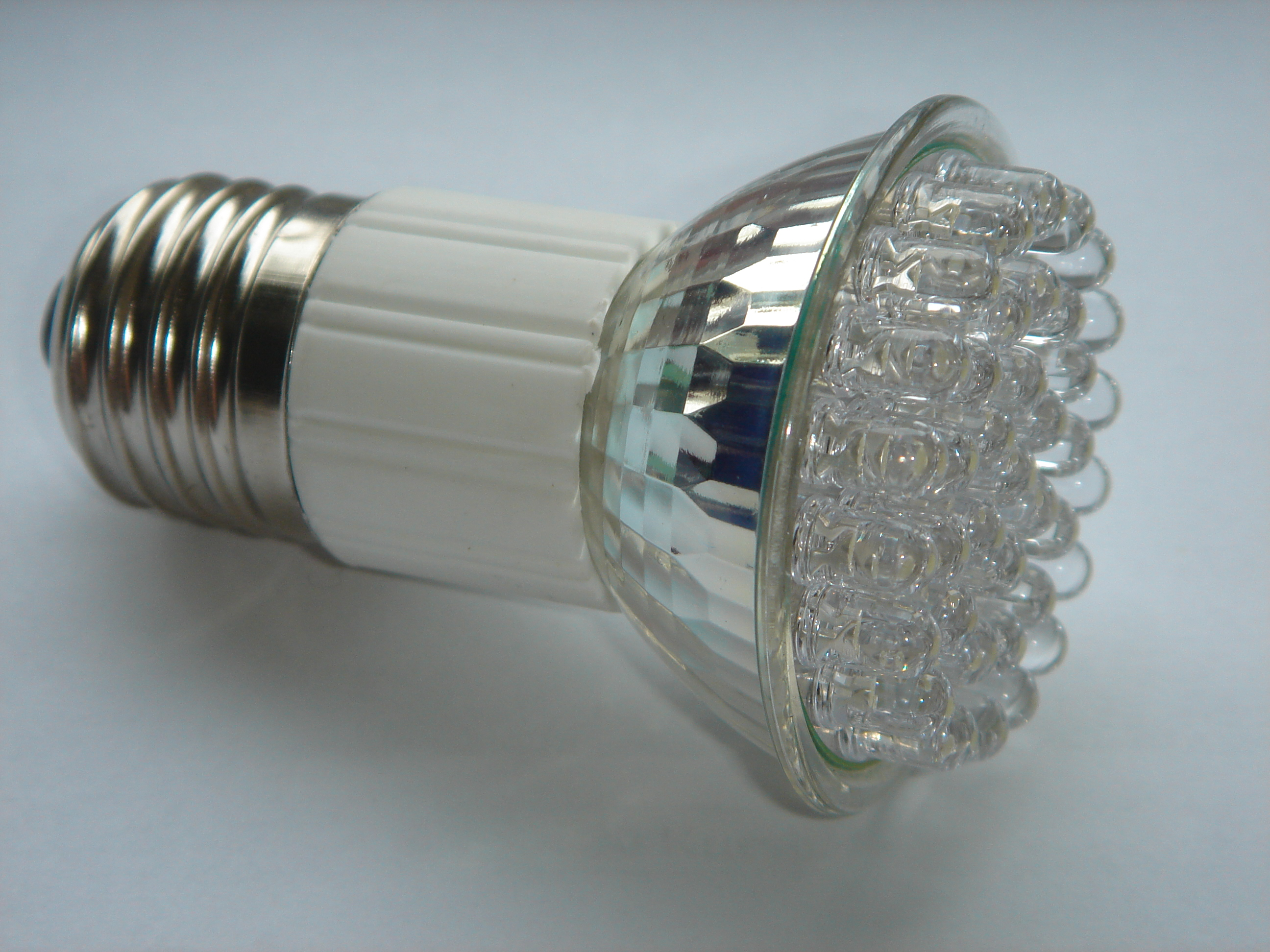
Een ledlamp is meer energie-efficiënt dan een spaarlamp of een gloeilamp.

Een dienst of een product is energie-efficiënt als er voor de productie en het gebruik ervan niet meer energie wordt gebruikt dan nodig is. Naarmate een proces minder energie vraagt om hetzelfde doel te bereiken wordt het als efficiënter beoordeeld. In het algemeen wordt dit begrip niet gebruikt voor gedragsaspecten.
Een voorbeeld is een ledlamp, die minder energie gebruikt dan een gloeilamp om dezelfde hoeveelheid licht te produceren. Het isoleren van een huis zorgt ervoor dat minder energie nodig is om het huis te verwarmen.
De energie-efficiëntie kan uitgedrukt worden in verschillende grootheden, afhankelijk van het proces. In vervoer gebruikt men bijvoorbeeld van kJ/km. Het is een onderdeel van energiebesparing.  Onder energiebesparing valt echter ook gedrag, zoals het uitdoen van lampen in ruimtes waar niemand aanwezig is. 

## Voordelen

### Kosten
Een hogere energie-efficiëntie kan leiden tot een daling van kosten, wanneer de investering minder kost dan de bespaarde energieprijzen. Dit kan er bij huishoudens voor zorgen dat men meer kan besteden en armoede wordt verlicht. Bedrijven kunnen concurrerender worden.

### Duurzaamheid
Doordat er minder energie gebruikt wordt voor dezelfde hoeveelheid producten en diensten, groeit het energiegebruik van een land minder snel of zelfs helemaal niet. Dit brengt een beperking van de uitstoot van broeikasgassen met zich mee, een verbeterde luchtkwaliteit en daarmee samenhangend betere gezondheid. Bovendien is het hierdoor makkelijker om over te schakelen naar duurzame energie. Als een gevolg worden landen minder afhankelijk worden van energie-import. Volgens het Internationaal Energieagentschap kan energie-efficiëntie ongeveer een derde tot de helft van de wereldwijde CO₂-emissiereducties leveren in scenario’s die zijn gericht op koolstofneutraliteit tegen 2050.

## Toepassingen

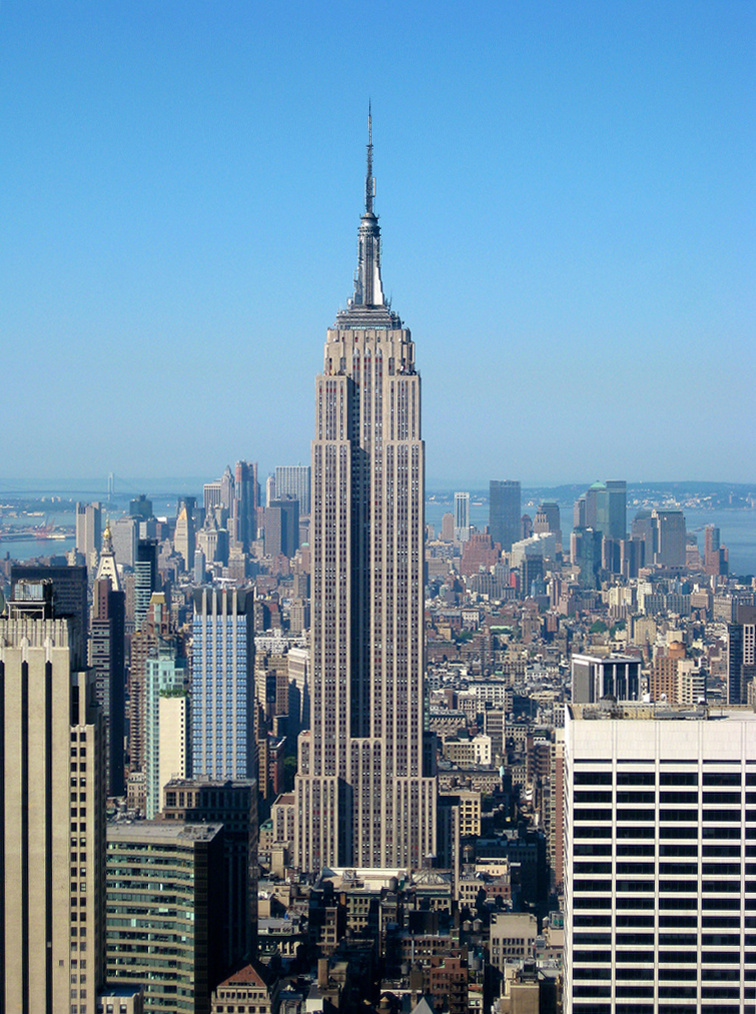
De Empire State Building gebruikt sinds een renovatie 38% minder energie.

Verbeteringen in energie-efficiëntie kunnen op verschillende gebieden worden toegepast. 
Huishoudelijke apparatuur: veel apparatuur, zoals stofzuigers en koelkasten kunnen efficiënter werken. In de EU mogen de minst efficiënte huishoudelijke apparaten niet meer verkocht worden. 

Vervoer: Het is qua energie efficiënter om met de fiets te gaan, dan met een auto. Ook gaan motoren steeds efficiënter om met brandstoffen en stoten zo minder uit voor dezelfde dienst.

Elektrische auto's: elektrische auto's hebben een energie-efficiëntie van 74%-94% terwijl een auto op fossiele brandstof een efficiëntie haalt van 14%-30%.

Gebouwen: Vaak kan de verwarming, ventilatie en airconditioning van gebouwen efficiënter.

Industrie: In de industrie zijn er veel processen die efficiënter kunnen werken. Een voorbeeld is het gebruik van stoom om elektriciteit op te wekken. Bij warmte-krachtkoppeling wordt de warmte van dit proces ook gebruikt.

### Barrières
Investeerders en consumenten kennen enkele barrières waardoor ze niet in energie-efficiëntie investeren, wanneer dit economisch voordelig is. Een van de redenen is dat men verwacht dat er nog betere technologieën komen qua energie-efficiëntie en dat de investering wordt uitgesteld. Kleine bedrijven en particulieren missen vaak de kennis en tijd om zich te verdiepen in maatregelen en deze te implementeren. Elektrische auto's zijn nog te duur voor de meeste consumenten.
Voor huishoudens valt is isolatie vaak de grootste mogelijkheid tot het besparen van energie. Echter is isolatie vaak een grote investering. Bij huurders speelt ook mee dat de huiseigenaren niet direct voordeel hebben bij betere isolatie, aangezien de huurder de energie betaalt. Dit wordt het split incentive genoemd. Deze barrières kunnen soms weggehaald worden door informatie en goedkope leningen te verstrekken.

## Rebound-effect
Na een verbetering van de energie-efficiëntie treedt vaak het rebound-effect op: mensen gaan meer gebruiken van de dienst of het product omdat het goedkoper is, waardoor een deel van de energiebesparing teniet wordt gedaan. In uitzonderlijke gevallen wordt er zelfs meer energie gebruikt dan voorheen. Men spreekt dan van de paradox van Jevons.